# Syringa vulgaris
Pour l’article homonyme, voir Lilas.
Espèce
Classification phylogénétique
Syringa vulgaris, le Lilas commun, ou lilas français, est une espèce de plantes à fleurs de la famille des Oleaceae. C'est un arbrisseau ornemental originaire de la péninsule des Balkans, où il pousse sur les collines rocheuses.
Le lilas est largement naturalisé en Europe occidentale et septentrionale. Il a été choisi comme fleur d'état de l'État américain du New Hampshire, parce qu'il « symbolise bien le caractère robuste des hommes et des femmes de l'État de granit ».
Cet arbrisseau très populaire est fréquemment planté dans les jardins d'Europe en raison de ses attrayantes fleurs odorantes, qui apparaissent au milieu du printemps, juste avant que la plupart des roses et d'autres fleurs d'été entrent en floraison.

## Histoire

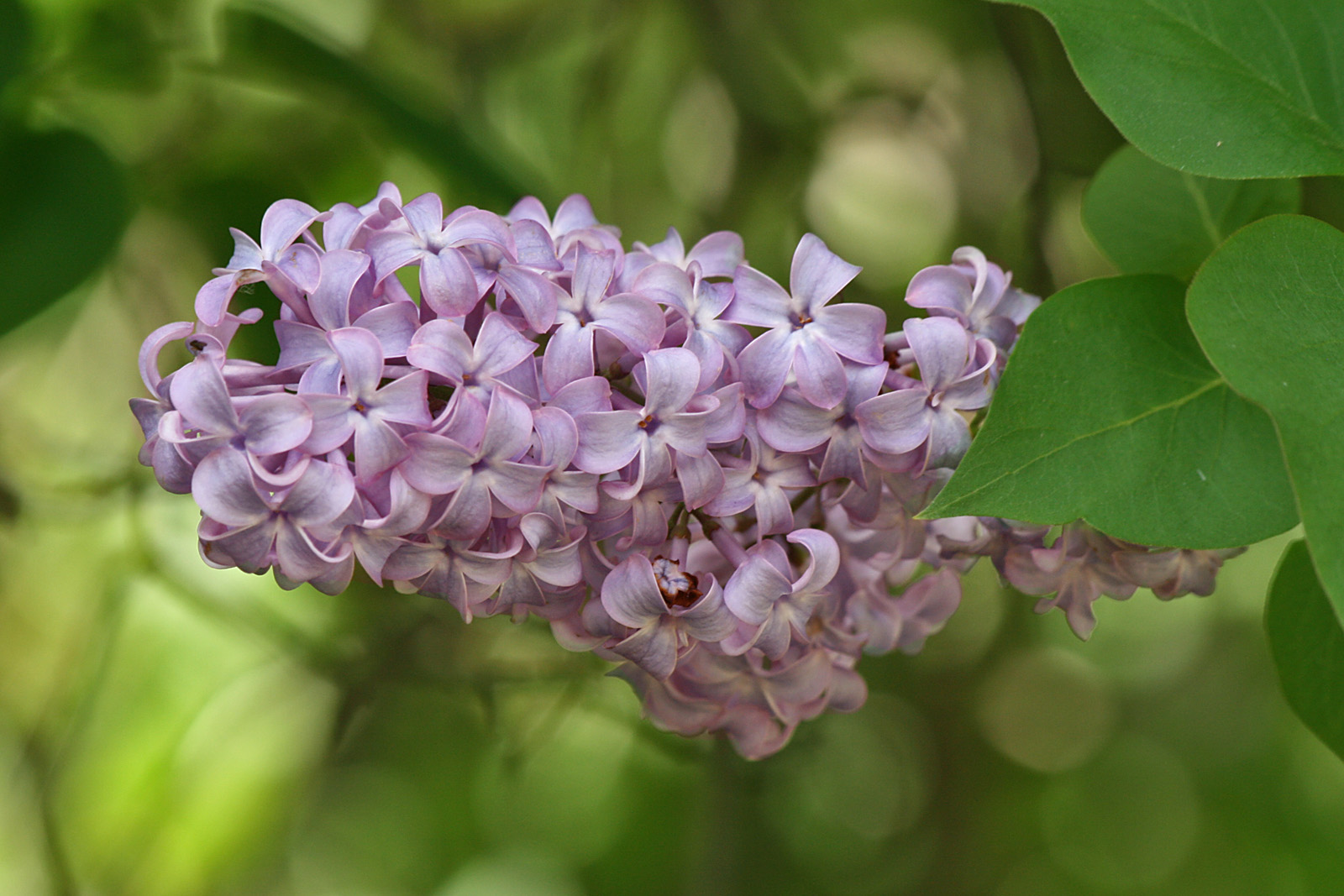

Deux lilas (Syringa vulgaris et S. x persica, désormais considéré comme un hybride naturel) ont été introduits dans les jardins européens à la fin du XVIe siècle, depuis les jardins ottomans. L'ambassadeur du Saint-Empire, Ogier Ghislain de Busbecq, aurait ramené du lilas à Charles de L’Écluse vers 1562. Des botanistes bien informés, comme le grand herboriste John Gerard, récupèrent alors la rareté dans leurs jardins : Gerard note alors qu'il avait des lilas poussant « en très grande abondance » en 1597. John Loudon est d'avis que le lilas a été introduit dans les jardins anglais par John Tradescant l'Ancien.
Dans les colonies américaines, les lilas ont été introduits au XVIIIe siècle.

## Description
L'arbrisseau, le plus souvent à plusieurs tiges, peut atteindre une hauteur de 6 à 7 mètres. Il produit des pousses secondaires (« drageons ») depuis sa base ou ses racines. Sa souche peut alors mesurer jusqu'à 20 cm de diamètre et, avec le temps, peut produire un petit bosquet clonal. Son écorce est grise à gris brun, lisse sur les jeunes tiges, sillonnée longitudinalement et se desquamant sur les plus vieilles tiges.

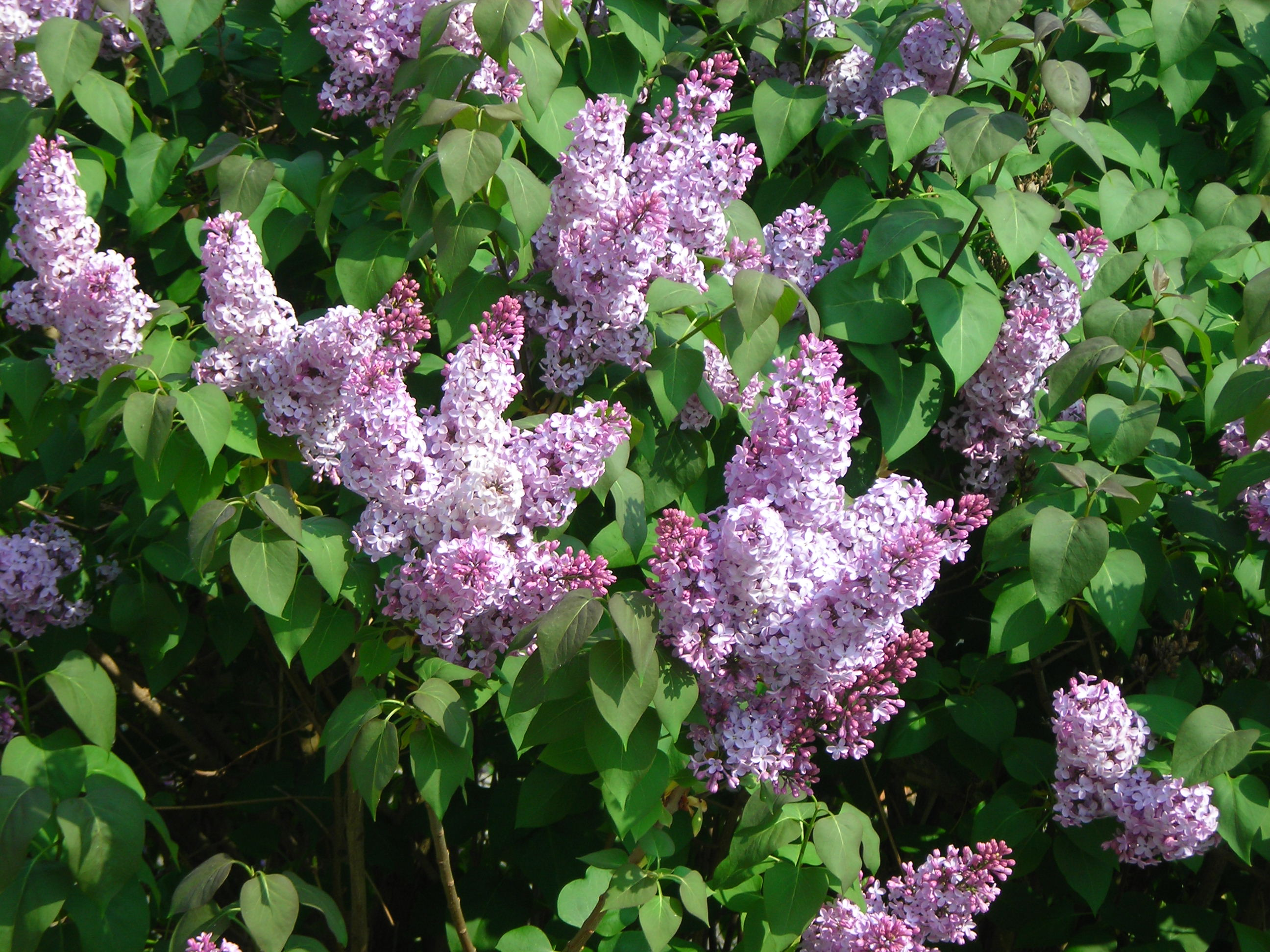
Thyrses de lilas commun.
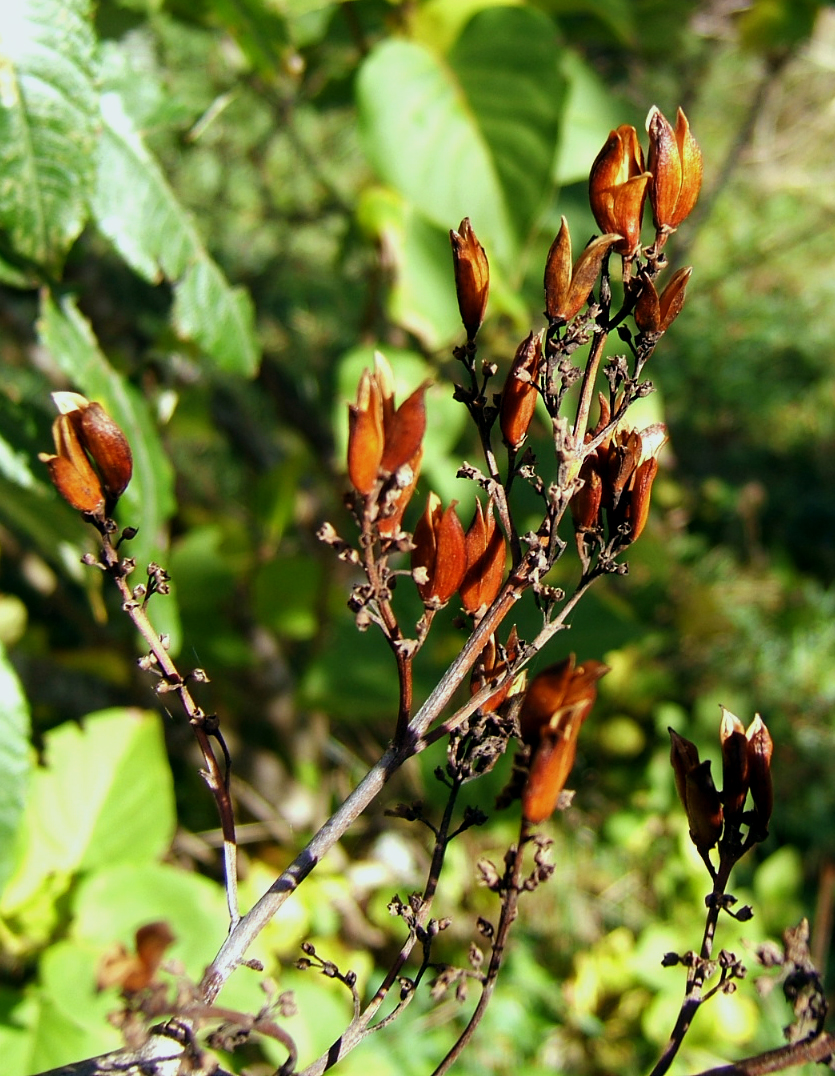
Capsules du lilas.
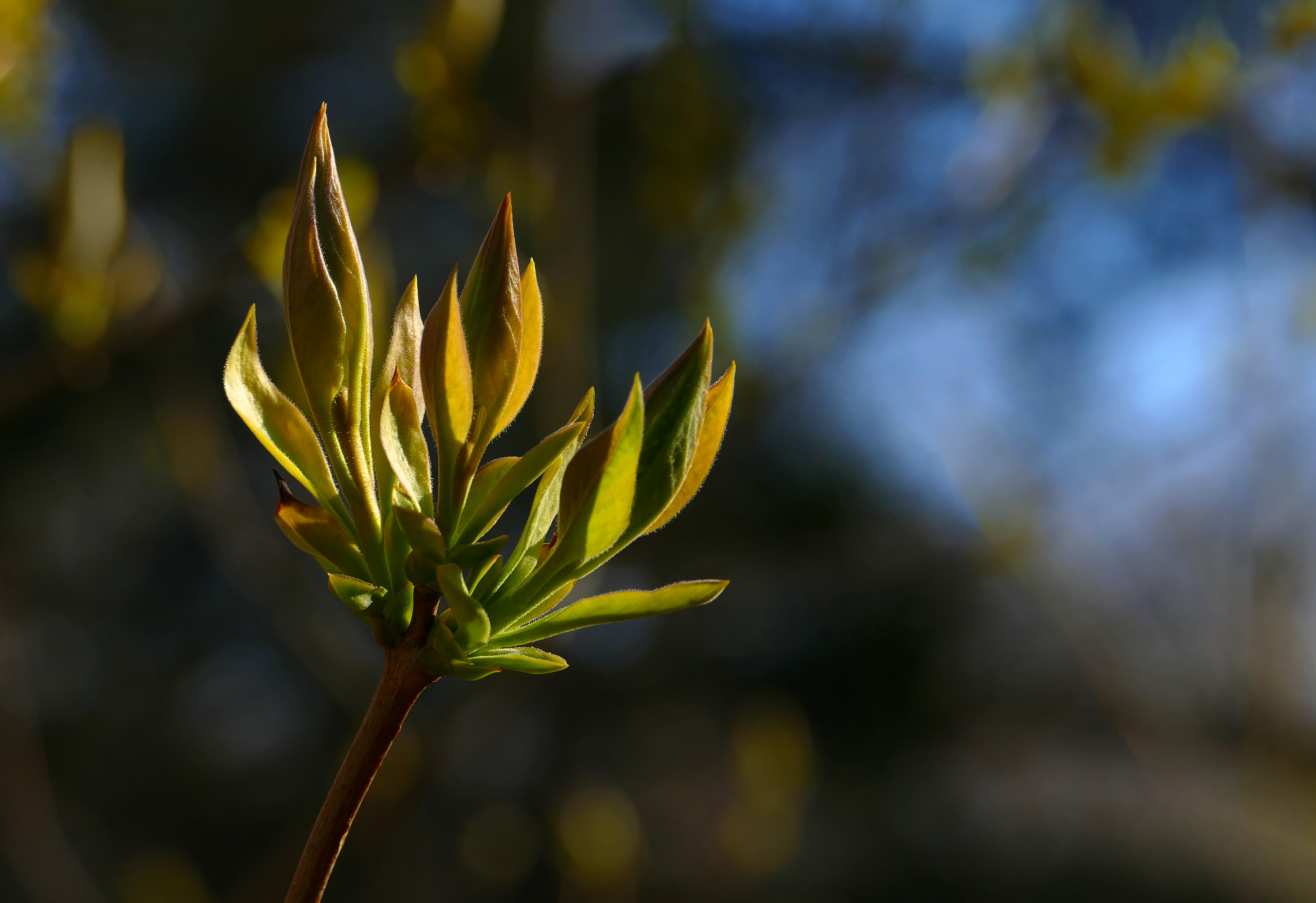
Feuilles Syringa vulgaris en train d'éclore vers Brastad en Suède en avril 2020.

Ses feuilles caduques simples, non coriaces, mesurent 4 à 12 cm et 3-8 cm de large. Elles sont vert clair à glauque, opposées ou parfois verticillées, pétiolées et pointues au sommet.
L'inflorescence est une grappe composée appelée thyrse. Leur amertume leur évite d'être broutées.
Les fleurs parfumées comportent quatre pétales, la corolle formant un tube de 6-10 mm de long à la base. Elles sont le plus souvent de couleur lilas, mais elles peuvent aussi être blanches ou rougeâtres, en passant par le bleu violacé et le rose carmin. Il existe des variétés à fleurs simples ainsi qu'à fleurs doubles. Elles sont disposées en denses panicules terminales de 8-18 cm de long.
Son fruit est une capsule brune de 1-2 cm de long, se fractionnant en deux pour libérer deux graines ailées.

## Aire naturelle de répartition, habitat
Cette espèce est originaire du sud-est de l'Europe et de l'ouest de l'Asie. Elle apprécie les sols riches, bien drainés, calcaires ou neutres.

## Culture
Le lilas commun tend à fleurir à profusion en alternance tous les deux ans, une tendance qui peut être améliorée par la taille des grappes de fleurs après la floraison et avant que les graines, dont quelques-unes sont fertiles, se forment. Les pousses qui ont fleuri au moins deux fois peuvent être coupées de façon à faire apparaître de nouvelles pousses florifères.

### Multiplication
Le lilas drageonne souvent et on peut donc facilement le multiplier par prélèvement des drageons.
On peut aussi utiliser les rameaux issus de la taille d'entretien faite dès que la floraison est terminée (en mai ou juin selon les variétés) pour faire des boutures à crossette qu'on place à l'étouffée à 20 °C.

### Cultivars

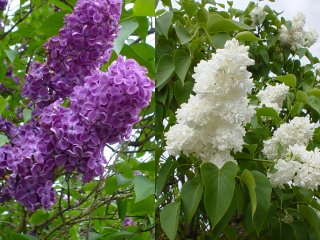
Le lilas existe en différentes couleurs du blanc au mauve.

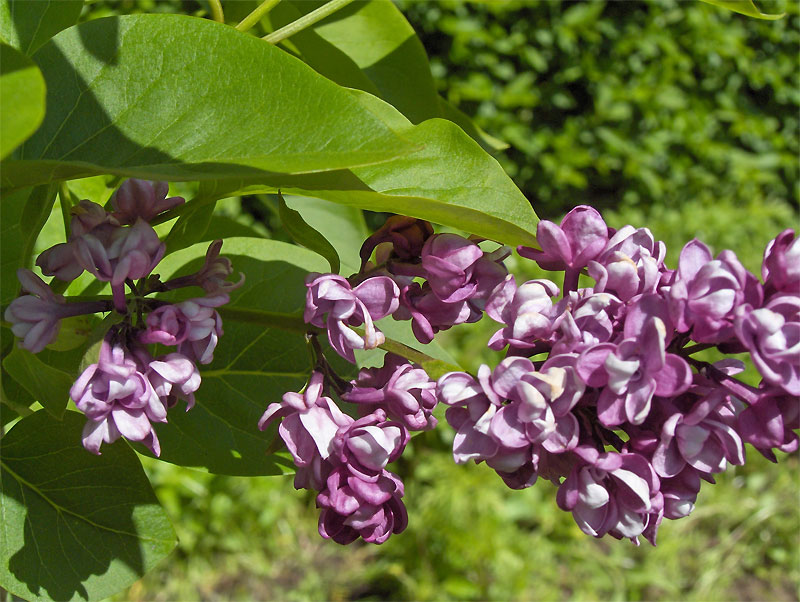
Le lilas ' Charles Joly ' est une variété horticole, obtenue à Nancy par Victor Lemoine.

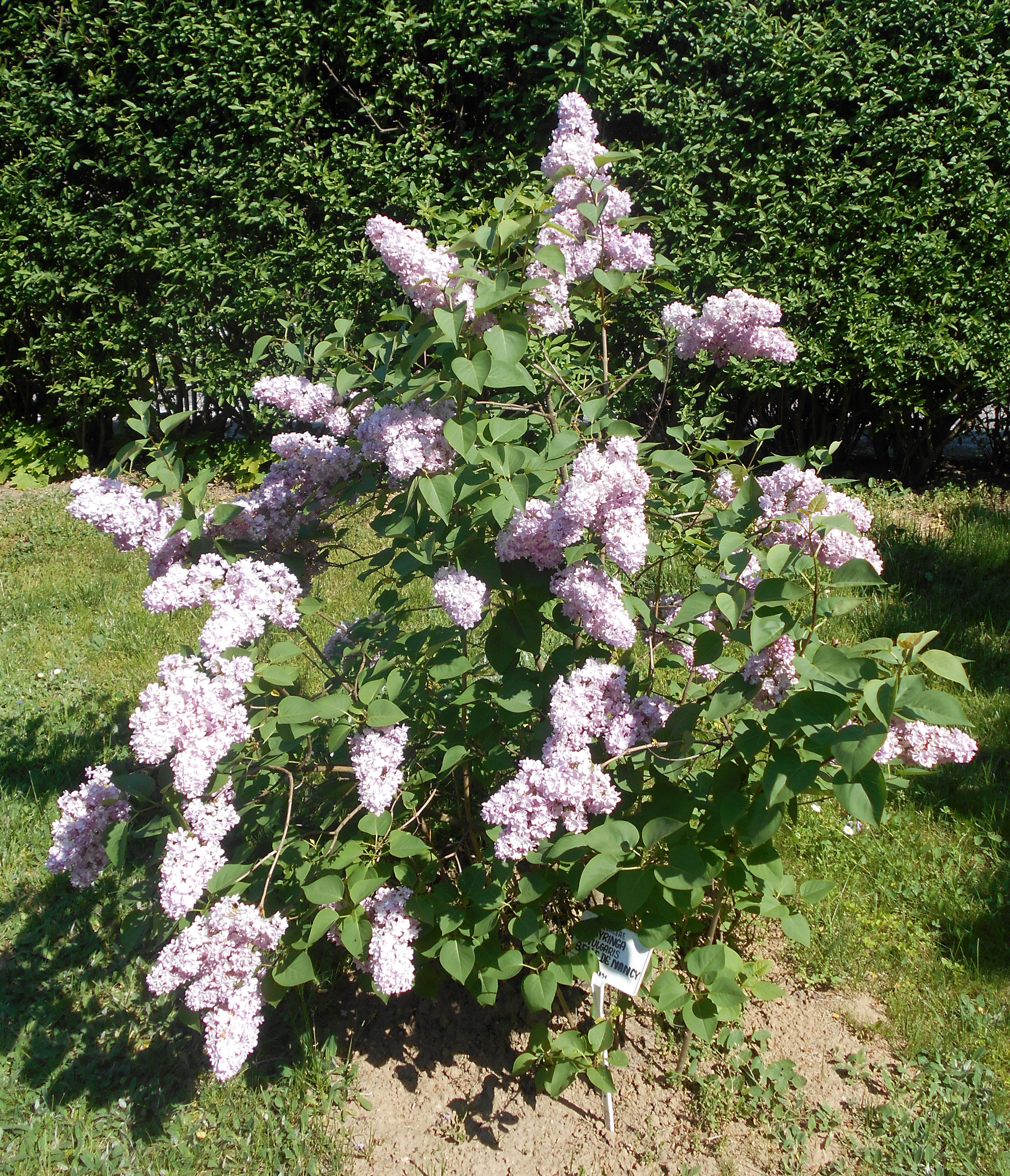
Le lilas 'Belle de Nancy' (Victor Lemoine, 1891), au jardin botanique de Lublin.

La plupart des lilas de jardin sont des cultivars dont la taille ne dépasse pas 4 à 5 m de hauteur. Entre 1876 et jusqu'à sa fermeture en 1968, le pépiniériste Victor Lemoine de Nancy a créé plus de 214 variétés de lilas communs, notamment des lilas aux fleurs doubles  avec les étamines remplacées par des pétales supplémentaires dont beaucoup sont considérés comme des classiques et encore dans le commerce aujourd'hui, comme 'Belle de Nancy' (1891). Leur nom de lilas français ou hybride français est donc dû au développement de sa culture en France. Lemoine a étendu la gamme de couleurs en créant des teintes plus profondes et plus saturées.
Les cultivars suivants ont gagné le prix du « Garden merit » de la Royal Horticultural Society :
- 'Andenken an Ludwig Späth'[2]
- 'Firmament'[3]
- 'Katherine Havemeyer'[4]
- 'Madame Lemoine'[5]
- 'Vestale'[6]

Les cultivars peuvent être greffés sur des rejets de tous les lilas ou sur troène commun, ce dernier évite le risque de drageonnement, mais il faut ensuite affranchir les plants greffés sur le troène, sans quoi la greffe « claque » au bout de quelques années. Greffage possible aussi sur frêne, mais avec une faible espérance de vie. Idéalement, il faut greffer en écusson en juillet ou, à défaut, tardivement au printemps quand le porte-greffe est déjà bien en sève.

### Maladies et ravageurs
En fin d'été, les lilas peuvent être attaqués par l'oïdium, en particulier Erysiphe syringae, une espèce d'Erysiphaceae.
- Maladie bactérienne (bactériose du lilas par Pseudomonas syringae)
- Maladies cryptogamiques : verticilliose et mildiou dont Phytophthora, genre d'Oomycètes phytopathogènes infectant un grand nombre de végétaux
- Ravageurs : papillons de nuit (hétérocère) (Gracillaria syringella) - mineuse du lilas, (sphinx du troène)
- Otiorhynchus meridionalis, charançon qui dévore le bord des feuilles et peut être combattu biologiquement par le nématode entomophage Heterorhabditis bacteriophora[7]..

## Usages

Le lilas est un arbrisseau très populaire.

L'usage du lilas est principalement ornemental. Son intérêt esthétique se situe principalement en début d'été, car ses couleurs d'automne et ses grappes de graines sont bien moins attrayantes.
Avec la bugle rampante, cette plante est reconnue au sein de l'ethnobotanique européenne, comme une herbe médicinale efficace pour ses propriétés cicatrisantes, anti-inflammatoires, anti-rhumatismales, antipyrétiques et comme remède antifongique depuis des siècles.
De la syringine (dérivé de styrène, glucoside produit par la plante, poison au-delà d'une certaine dose) a été isolée de l'écorce du Syringa vulgaris. Des tests (via injection intraveineuse) sur des rats Wistar anesthésiés ont montré une action pharmacologique : une baisse dose-dépendante de l'activité la tension systolique, diastolique et de la tension artérielle moyenne ; à dose légèrement plus élevée, la fréquence cardiaque diminue. L'activité antihypertensive n'a pas été inhibée par des antihistaminiques ni par des agents anti-muscariniques.
La syringine n'a pas montré d'action sur l'effet vasopresseur induite par la noradrénaline ou une occlusion de la carotide.

## Le lilas dans les arts

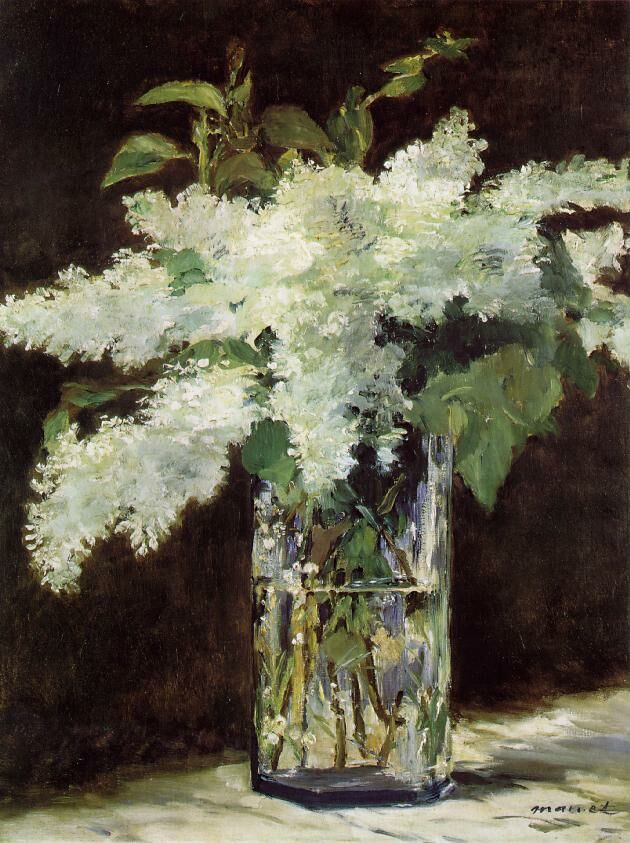
Édouard Manet, Lilas dans un vase, 1882

### Lilas et peinture
- Lilas dans un vase, tableau d'Édouard Manet (1882).

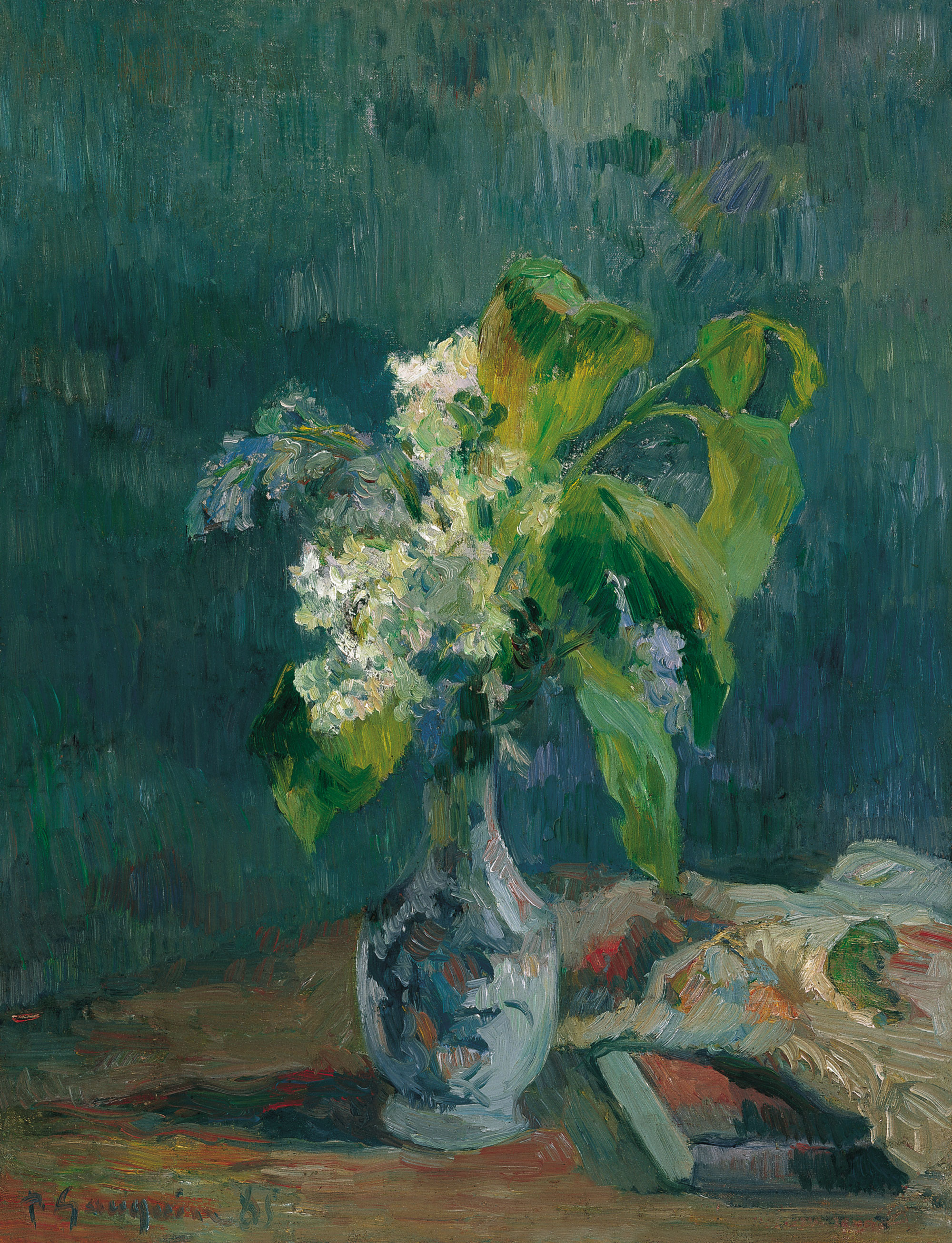
Paul Gauguin, Lilas, 1885

- Paul Gauguin, Lilas, 1885Lilas, tableau de Paul Gauguin (1885).
- Lilas, tableau de Vincent van Gogh (1889).

Van Gogh, Lilas, 1889

- Van Gogh, Lilas, 1889

### Lilas et chansons
Beaucoup de chansons comportent le mot « lilas » dans leur titre ou l'évoquent dans leur texte. La liste ci-dessous n'est pas exhaustive :
- Vive la rose et le lilas, chanson populaire du XVIIIe siècle qui serait originaire du Poitou, reprise en 1960 par Guy Béart.
- Quand les lilas refleuriront (1890), paroles de George Auriol sur une musique de Désiré Dihau.
- Lilas blanc (1904), paroles et musique de Théodore Botrel, créée par Félix Mayol, et reprise ensuite notamment par Berthe Sylva (1933) et Marie-Paule Belle (1982).
- Quand refleuriront les lilas blancs (1929), chanson composée par L. Lelièvre fils, H. Varha et F. Doelle.
- Les Lilas (1957), paroles et musique de Georges Brassens.
- Le Poinçonneur des Lilas (1958), paroles et musique de Serge Gainsbourg. (Il est question ici de la commune des Lilas)
- Des jonquilles aux derniers lilas (1968), paroles et musique de Hugues Aufray.
- Les Lilas (1970), poème de Louis Aragon mis en musique par Jean Ferrat.
- Un lilas pour Eulalie (1974), paroles et musique d'Yves Duteil.
- Chanson pour tes yeux lilas (1975), paroles et musique de Michel Jonasz.
- Henri Porte des Lilas (1982), paroles de Philippe Timsit et musique de Jean-Louis d'Onorio.
- Lilac Wine interprétée par Jeff Buckley (album Grace), auteur James Shelton.
- La Valse des lilas de Michel Legrand, reprise par Noëlle Cordier en 1975 (sur son album Un amour comme le nôtre), puis par le québécois Mario Pelchat en 2009 (sur l'album Pelchat chante Legrand).
- Le Temps du lilas de Barbara.
- La Vie lilas de Serge Lama (1975, sur l'album du même nom)
- Lilas de Gérard Lenorman (1978, sur l'album Nostalgies)
- Les lilas sont fanés de Allan Bleck.
- Nelly, du groupe de pop rock français Superbus, parle d'une jeune femme sentant le lilas.
- La Valse des lilas, de Christophe Hondelatte, sur l'album Ou pas.
- La Bohème, de Charles Aznavour.
- River Man, de Nick Drake, dont est évoqué un « temps des lilas » (« lilas time ») dans le refrain, sur l'album Five Leaves Left (1969).

### Lilas et cinéma
Le quartier de la Porte des Lilas est à l'origine du film Porte des Lilas, de René Clair (1957), avec Pierre Brasseur et Georges Brassens dans les deux rôles principaux.

## Symbolique

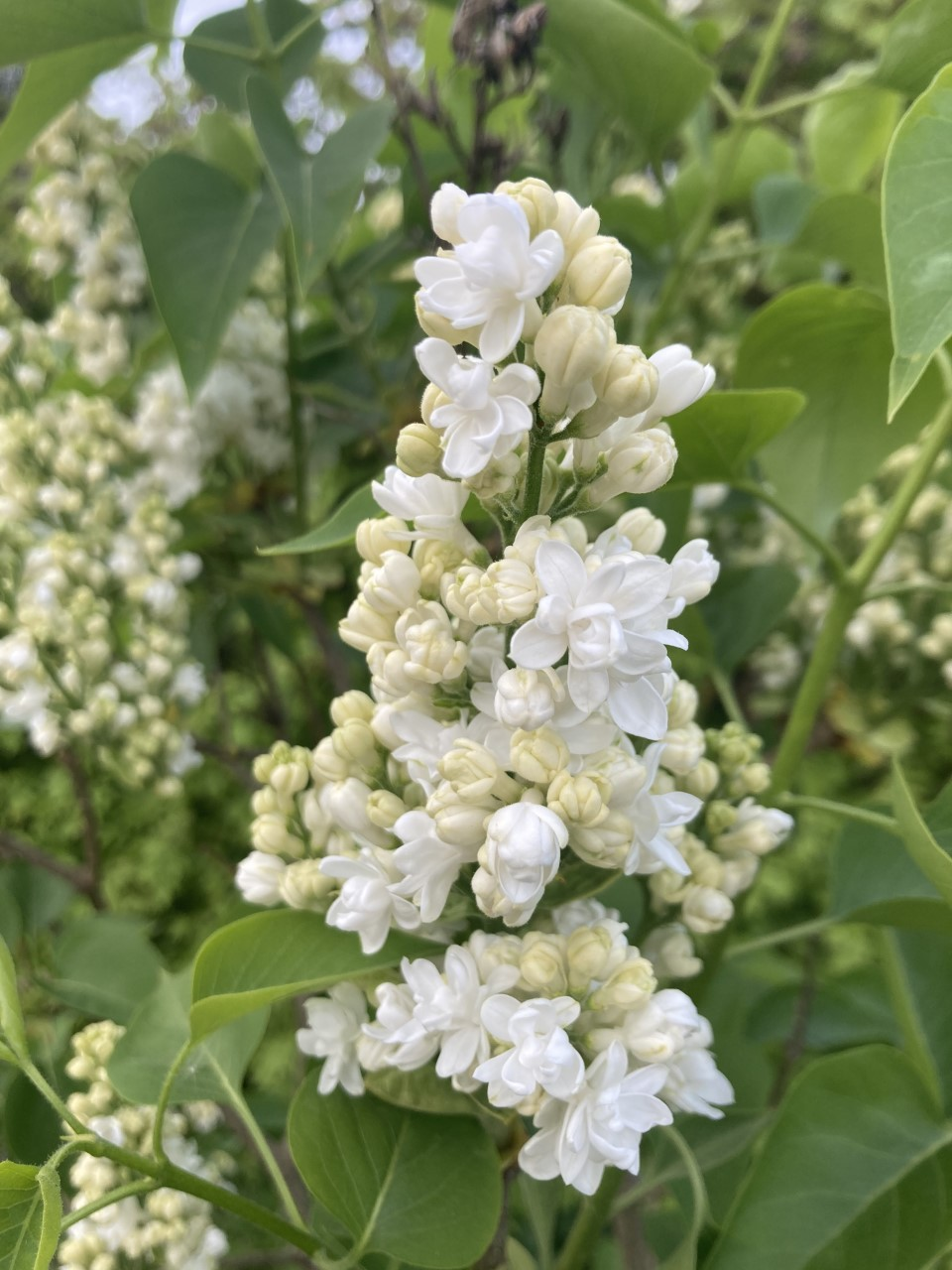
Lilas 'Belle de Moscou'.

### Langage des fleurs
Dans le langage des fleurs, le lilas blanc symbolise la grâce et la fraîcheur.

### Calendrier républicain
- Dans le calendrier républicain, le Lilas était le nom attribué au 26e jour du mois de germinal[11], généralement chaque 15 avril du calendrier grégorien.